# Pinder Gully
Die Pinder Gully ist eine kleine Schlucht an der Ostküste von Signy Island im Archipel der Südlichen Orkneyinseln. Sie führt vom Observation Bluff in nördlicher Richtung hinunter ans Meer.
Das UK Antarctic Place-Names Committee benannte sie 1974 nach Ronald Pinder (* 1932), Funker und Meteorologe des British Antarctic Survey auf Signy Island von 1959 bis 1961.